# 許斐剛
許斐剛（このみ たけし，1970年6月26日—），日本漫畫家，以少年漫畫作品《網球王子》而成名，目前居住在千葉縣。

## 早年生活
許斐剛出生於大阪府丰中市，基於父親熱衷於網球，因此許斐剛自小便受到影響，從5、6歲起便打起網球來，並在網球場中玩耍及成長。同時，許斐剛在其幼年期已十分喜歡畫圖。
小學5年級時，許斐剛看了高橋義廣的作品《男人的旅程》，這是他首次接觸漫畫。由於喜愛畫畫，因此許斐剛不時看漫畫，喜歡的作品包括：《多啦A夢》、《北斗神拳》、《城市獵人》、《JoJo的神奇冒險》、《天才小釣手》等，其中《天才小釣手》更影響到他開始有了釣魚之興趣。許斐剛在其畢業文集中更寫了「將來的夢想是成為漫畫家」。
在中學時期，許斐剛對運動依然熱愛，更每日置身於運動中，而最喜歡的科目也是體育和美術。當時他崇拜的職業網球運動員便是斯特凡·埃德贝里及艾雲·蘭度。同樣地，許斐剛在其畢業文集中寫了「將來的夢想是成為漫畫家」。
高中畢業後，許斐剛進入東海大學就讀，本來其計劃畢業後先到辦公室上班，過了2年再走漫畫家之路，然而在其大學4年級時，他走了幾家設計公司卻感到不對板，最終下定決心成為漫畫家，自始開始正式繪畫漫畫作品。

## 生平
1970年、大阪府豐中市出生、一個月後搬往東京。
1993年、以《鐵人～世界第一硬漢～》出道。
1997年、開始在《週刊少年JUMP』連載《COOL-RENTAL BODY GUARD-》。(首部連載作品)
1997年、《COOL-RENTAL BODY GUARD-』連載結束。
1999年、《週刊少年JUMP』上連載『網球王子』。
2001年、《網球王子》TV動畫化。
2003年、《網球王子》音樂舞台劇化。
2006年、《網球王子》真人電影化。
2007年、《網球王子》決定在中國劇集化（2008年播放）。
2008年、《網球王子》連載結束。
2009年、《網球王子》續編《新網球王子》在『Jump Square』開始連載。
2013年、《JUMP LIVE》上連載『LADY COOL』。

## 漫畫家歷程
早期，許斐剛一邊當漫畫家的助手（該三名漫畫家分別為《忍空》的作者桐山光侍、《沙羅沙》的作者淺美裕子及《明稜帝 梧桐勢十郎》的作者數肇），一邊過著打工生活，除此之外，他也帶備自己的作品到集英社投稿。直至後來，《鐵人～世界第一硬漢～》一作被編輯部賞識。許斐剛隨即畫起續篇，最終作品於1993年被載於《週刊少年JUMP》的增刊中。之後，在多次嘗試及努力後，作品《COOL RENTAL BODYGUARD》的連載於1996年定案，在推出2期特別短篇後，《COOL RENTAL BODYGUARD》在1997年的第40期《週刊少年JUMP》開始了為期約4個月的連載。
1998年，在《COOL RENTAL BODYGUARD》的連載完結後不久，許斐剛開始繪畫《網球王子》一作品，最初該作也本來是以特別短篇的形式在《週刊少年JUMP》上連載，至1999年第32期起才開始正式連載，該作品推出後大受歡迎，使許斐剛自此踏上穩定的漫畫家之途。

## 網球王子相關
以網球為題材的漫畫中，在《網球甜心》起一直給人的印象都是「高雅」的「女生運動」。當時是以男性化的網球漫畫為中心作出考慮、從而製作出《網球王子》。
《網球王子》連載篇數最後在第379回結束，單行本目前則至41冊（至2008年3月），9年來的連載使《網球王子》成為一部長篇作品。截至第40期，《網球王子》在日本已累積四千多萬本的銷售紀錄。在集英社JUMP COMICS中，《網球王子》是第一部發行跟單行本一樣大小的FAN BOOK（10.5卷）、以及可轉換封面（35卷）的漫畫。
《網球王子》自面世後，熱潮在日本以至各地一直不減，甚至還出現了打網球的青少年人數急增的現象。在連載中途曾被當時的編輯長告知「不會動畫化」、許斐剛把不滿化成力量奮力製作FAN BOOK 10.5卷。但在2001年決定動畫化，還先後推出小說、動畫（2001年開始）、遊戲、音樂（2003年開始）、OVA、真人版電影（2006年）、舞台劇、電視劇（在中國製作及播放，分別2008年，2009年，2019年播放）及各類精品，更曾在東京市一競技場舉行「青春學園庭球祭2003」，吸引了16,000名動漫迷參與。而自從動畫版的推出後，該作品增加了不少女性讀者。隨著《網球王子》於2008年結束，2009年續作《新網球王子》在《Jump Square》上開始連載。
許斐剛曾替《網球王子》的動畫版作幕後配音，又曾為動畫歌曲作曲、填詞，更曾試過在《網球王子》的真人電影中客串侍應角色。在2005年12月25日於日本發售的「越前龍馬 mini相片簿中」他更曾跟主角越前龍馬的聲優皆川純子合作二重奏歌曲。2009年8月19日發售的單曲〈/Smile〉一度登上Oricon公信榜的16位。
在2006年第35期的《週刊少年JUMP》的連載中，許斐剛曾因健康狀態不良，宣告長期停止刊載有關作品，並同時聲明完全沒有打算使連載結束。至2006年第42期連載復刊時，許斐剛解釋是由於腰痛關係，因此有2星期沒法在椅子上安坐的情況。
許斐剛還跟動畫的聲優（特別是青學）有著交流、並組成「壽司網球部」。活動內容是打網球和在漫畫中登場的河村壽司(かわむらすし)的原型壽司店裡吃壽司。

## 作品列表

### 連載漫畫
- 《鐵人～世界第一硬漢～》（《週刊少年JUMP》增刊號 1993年Autumn Special）
- 《特別短篇 COOL RENTAL BODYGUARD 目擊者篇》（《週刊少年JUMP》增刊號 1997年Winter Special）
- 《特別短篇 COOL RENTAL BODYGUARD 遊樂園篇》（《週刊少年JUMP》 1997年第18期）
- 《COOL RENTAL BODYGUARD》（《週刊少年JUMP》 1997年第40期－1998年第7期）
- 《特別短篇　網球王子》（《週刊少年JUMP》 1998年第41期）
- 《網球王子》（《週刊少年JUMP》 1999年第32期－2008年第14期，全379回）
  - 《新網球王子》（《Jump Square》』2009年－連載中）
- 《Moon Walker LTD》（《週刊少年JUMP》2010年）
- 《LADY COOL》（《JUMP LIVE（日语：ジャンプLIVE）》2013年－2014年）
- 《私立橫濱謳歌高校頂球社》（《週刊少年JUMP》2015年）

### 單行本漫畫
- 《COOL RENTAL BODYGUARD》（1998年發行，全3冊、文庫版全2冊）
- 《網球王子》（1999年－2008年，全42冊）
  - 《新網球王子》（2009年－連載中，出版44冊）

## 佚事
- 目前許斐剛在日本千葉縣生活。
- 許斐剛的血型為O型。
- 許斐剛從幼稚園開始便學習劍道。
- 小學時，他曾6年內轉學4次。
- 許斐剛曾作過網球教練。
- 許斐剛的歌唱能力甚高，擅長在卡拉OK中演繹彩虹樂團的歌曲。
- 許斐剛的助手以女性佔多數（也有男性）。
- 《網球王子》是許斐剛在一次沐浴時構想出來的作品。
- 《網球王子》中主角越前龍馬之愛貓卡爾賓的原型，正是許斐剛自己的愛貓。
- 許斐剛曾在2002年登上日本國稅廳的娛樂事業繳稅排行榜的第9位，在漫畫家中僅次於高橋留美子及青山剛昌，排行第3，2001年他在同項統計中排名第10[2]。